# Hat-Hor
Hat-Hor lub Hacz-Hor – władca starożytnego Egiptu z dynastii 0. Jest znany z serechu z naczynia z Tura. Niektórzy egiptolodzy wątpią w istnienie tego króla.

## Imię
| G5 |

| G5 |

| F4 |

| F4 |

| F4 |

| F4 |

| G5 |

| G5 |

| F4 |

| F4 |

| F4 |

| F4 |